# Ronald Färber
Ronald Färber (* 15. März 1967) ist ein ehemaliger deutscher Fußballspieler und späterer -trainer. In der höchsten Spielklasse des DDR-Fußballs, der Oberliga, spielte er für die BSG beziehungsweise den FC Wismut Aue.

## Sportliche Laufbahn
Bei der BSG Wismut Aue, der er seit 1983 angehörte und dort Mitte der 1980er-Jahre zum Juniorenoberligaaufgebot zählte, konnte Ronald Färber im überregionalen Männerfußball der DDR in der Spielzeit 1985/86 in der zweitklassigen Liga erstmals als Stammspieler der Reserve auf sich aufmerksam machen. In der Folgesaison kam der 1,83 Meter große Mittelfeldspieler für die 1. Auer Mannschaft in zwei Partien des ostdeutschen Oberhauses zum Einsatz. Sein Oberligadebüt gab der damals 19-jährige Fußballer am 13. Dezember 1986 im Stadion An der Alten Försterei in Ost-Berlin. Beim 13. und letzten Hinrundenspieltag setzte ihn Wismut-Trainer Hans Speth beim torlosen Auswärtsremis beim 1. FC Union Berlin in der Auer Defensive als Libero-Stellvertreter für Volker Schmidt über 90 Minuten ein.
1987/88 gelang ihm in neun Punktspielen der einzige Erstligatreffer seiner Karriere. Bei der Auswärtsniederlage gegen die BSG Stahl Brandenburg am 21. Spieltag erzielte er das Wismut-Tor zum 2:5-Endstand drei Minuten vor Schluss.
In dieser Saison trat er mit der Kumpel-Elf im UEFA-Pokal an. Seinen einzigen Einsatz im Europapokal verzeichnete Färber beim Zweitrundenaus gegen den KS Flamurtari Vlora, als er beim 1:0-Heimsieg im Hinspiel aufgeboten wurde.
Im Herbst 1988 wurde er von Wismut Aue zur SG Dynamo Eisleben in die Liga delegiert, wo er für ein gutes Jahr zum Stammpersonal zählte. Zum Jahreswechsel 1989/90 kehrte der gelernte Maschinen- und Anlagenmonteur ins Erzgebirge zurück und gehörte zum Auer Team, das in diesem Spieljahr den Oberligaabstieg verkraften musste. In der letzten eigenständigen Saison des ostdeutschen Zweitligafußballs belegte das Team aus Sachsen den 2. Rang in der Staffel B und wurde nach der Zusammenführung von ost- und westdeutschem Fußball im Sommer 1991 in die drittklassige NOFV-Amateur-Oberliga eingegliedert. Dort hielt er dem ab Anfang 1993 als FC Erzgebirge Aue antretenden Verein für weitere drei Jahre die Treue.
Nach dem Aufstieg des VFC Plauen 1996 aus der inzwischen viertklassigen Oberliga Nordost in die zwei Jahre zuvor nach einer Ligenreform (wieder)eingeführte Regionalliga gehörte Färber fast dreieinhalb Jahre zu den Stammkräften der Vogtländer in der dritthöchsten Spielklasse. In 94 Partien in der Regionalliga Nordost konnte er sich zwischen 1996/97 und 1999/2000 einmal als Torschütze auszeichnen.

## Trainerlaufbahn
Nachdem er während bereits während seiner Spielerkarriere als Co-Trainer beim VFC Plauen agiert hatte, übernahm er zwischen November 2009 und Juni 2011 dort die Cheftrainerposition. Später trainierte er bei den Plauenern auch die 2. Mannschaft und in der Region die TuS 1877 Schauenstein, den Reichenbacher FC und die SG Jößnitz.